# Hành chính Đại Việt thời Trần
Hành chính Việt Nam thời Trần hoàn thiện hơn so với thời Lý. Sau khi giành được chính quyền, nhà Trần đã phân chia lại Đại Việt thành 12 lộ thay vì 24 lộ như ở thời Lý. Bộ máy hành chính được củng cố theo hướng tăng tính tập quyền quan liêu. Các quan được cấp lương bổng theo ngạch, bậc; cứ 10 năm thăng tước một cấp, 15 thăng tước một bậc.

## Trung ương

### Trung khu
Nền hành chính của Đại Việt thời Trần ở cấp trung ương có bộ phận trung khu đứng đầu. Chức cao nhất ở trung khu là các chức quan hàng tướng quốc và tam thái: thái sư, thái phó, thái bảo. Phần lớn suốt thời gian nhà Trần cầm quyền, các chức quan cao hàng tam thái do các thân vương nắm giữ.
Tiếp đến là các chức quan hàng tam thiếu: thiếu sư, thiếu phó, thiếu bảo. Sau đó đến tam tư: tư đồ, tư mã, tư không. Trần Thủ Độ, Trần Quang Khải là những người được các vua Trần bổ nhiệm là thái sư. Trần Nguyên Trác được bổ nhiệm làm tả tướng quốc. Trần Văn Bích được bổ nhiệm làm thái bảo (phụ quốc thái bảo).
Giúp việc cho các quan đứng đầu trung khu là các ban hành khiển và khu mật viện. Hành khiển lại chia làm tả hành khiển đóng ở Thăng Long và hữu hành khiển đóng ở hành cung Tức Mặc (quê của họ Trần, thuộc thành phố Nam Định ngày nay). Ban hành khiển sau được đổi tên thành môn hạ sảnh. Đứng đầu ban hành khiển là chức Nhập nội hành khiển đồng trung thư môn hạ sảnh bình chương sự. Ban đầu, người của hành khiển chỉ gồm hoạn quan. Sang thế kỷ 14, nhà Trần bắt đầu tuyển dùng các nhà nho như Nguyễn Trung Ngạn, Lê Cư Nhân.
Việc chia trung khu gồm Tể tướng, quan chức ở Khu mật viện, Hành khiển môn hạ sảnh tách khỏi và đứng trên cơ quan chức năng. Đây là bước phát triển trong kết cấu và cơ chế bộ máy nhà nước thời Trần.

### Các bộ, ngành
Thời Trần, có 6 thượng thư sảnh tương đương với lục bộ, quản lý các công việc hành chính, tổ chức, ngoại giao, tín ngưỡng, tài chính ngân sách, quân sự, ty pháp. Đứng đầu thượng thư sảnh là chức thượng thư hành khiển và thương thư hữu bật. Dưới các chức này là chức thị lang, lang trung. Các thượng thư sảnh luôn được củng cố, càng về sau càng dùng nhiều nhân sỹ nho giáo.
Bên cạnh 6 thượng thư sảnh là hàn lâm viện phụ trách các công việc văn phòng của triều đình. Người của hàn lâm viện gọi là học sĩ với nhiều cấp (chức) khác nhau.
Các ban, ngành khác là Ngự sử đài, Đăng văn kiểm sát viện là các cơ quan thanh tra, giám sát. Có Quốc sử viện phụ trách công việc biên soạn quốc sử mà người đầu tiên phụ trách Quốc sử viện là Lê Văn Hưu. Có Quốc tử viện là nơi giáo dục các vương tử nhà Trần. Có Thái y viện chăm sóc sức khỏe cho hoàng tộc.

## Địa phương

### Các đơn vị hành chính
Lộ và phủ là cấp hành chính địa phương cao nhất của nước Đại Việt. Đầu thời nhà Trần đổi 24 lộ thời Lý thành 12 lộ:
- Thiên Trường (Nam Định ngày nay)
- Long Hưng (một phần Thái Bình)
- Quốc Oai (Hà Tây cũ)
- Bắc Giang (Bắc Giang; Bắc Ninh)
- Hải Đông (Quảng Ninh và một phần Hải Dương)
- Trường Yên (Ninh Bình)
- Kiến Xương (Đông Thái Bình)
- Hồng (một phần Hải Phòng)
- Khoái (một phần Hưng Yên)
- Thanh Hóa (Thanh Hóa)
- Hoàng giang (một phần Hà Nam)
- Diễn Châu (Bắc Nghệ An).

Sang thế kỷ 14, có sự mở rộng đất đai về phía nam (Chiêm Thành), đã hình thành và có sự điều chỉnh các đơn vị hành chính. Kinh đô ban đầu kế tục nhà Lý, đóng tại Thăng Long. Từ năm 1397, quyền thần Hồ Quý Ly ép vua Trần Thuận Tông dời đô vào trấn Thanh Đô. Di tích hai kinh thành thời Trần là Hoàng thành Thăng Long (Hà Nội) và Thành nhà Hồ (Thanh Hóa) đều được UNESCO công nhận là di sản văn hóa thế giới.
Cuối thời Trần, cả nước có 24 đơn vị hành chính như sau:

#### Lộ Đông Đô
Tức vùng Hà Nội, Hà Nam và một phần Vĩnh Phúc, Bắc Ninh hiện nay, gồm có:
- Phủ Đông Đô: trực tiếp quản lý huyện Từ Liêm và một huyện không rõ tên, sang thời thuộc Minh gọi là huyện Đông Quan.
- Châu Quốc Oai: gồm 4 huyện Sơn Minh (Ứng Hòa hiện nay), Thanh Oai (Thanh Oai hiện nay), Ứng Thiên (Chương Mỹ và một phần Ứng Hòa hiện nay), Đại Đường (Mỹ Đức hiện nay)
- Châu Thượng Phúc: gồm 3 huyện Thượng Phúc (Thường Tín hiện nay), Phù Lưu (Phú Xuyên hiện nay), Long Đàm (Thanh Trì hiện nay)
- Châu Tam Đái gồm 6 huyện Phù Long (gần huyện Vĩnh Tường hiện nay), Yên Lãng (Mê Linh hiện nay), Phù Ninh (Phù Ninh hiện nay), Yên Lạc (Yên Lạc hiện nay), Lập Thạch (Lập Thạch hiện nay), Nguyên Lang (một phần Phù Ninh hiện nay)
- Châu Từ Liêm (phía tây Hà Nội, phần hữu ngạn sông Hồng) gồm 2 huyện Đan Phượng (Đan Phượng hiện nay), Thạch Thất (Thạch Thất hiện nay)
- Châu Lý Nhân gồm 6 huyện: Thanh Liêm (Thanh Liêm hiện nay), Bình Lục (Bình Lục hiện nay), Cổ Bảng (Kim Bảng hiện nay), Cổ Lễ (một phần Lý Nhân), Lý Nhân (Lý Nhân hiện nay), Cổ Giả (một phần Lý Nhân hiện nay)

#### Lộ Bắc Giang
Tương đương Bắc Ninh và một phần Hà Nội, Bắc Giang ngày nay, gồm có 3 châu, lộ trực tiếp quản lý 2 huyện Siêu Loại và Gia Lâm. 3 châu gồm:
- Châu Gia Lâm gồm 3 huyện: An Định (Gia Bình hiện nay), Tế Giang (Văn Giang hiện nay), Thiện Tài (Lương Tài hiện nay).
- Châu Vũ Ninh gồm 5 huyện: Tiên Du (Tiên Du hiện nay), Vũ Ninh (Võ Giàng hiện nay), Đông Ngàn (Từ Sơn và một phần Sóc Sơn thuộc Hà Nội hiện nay), Từ Sơn (Quế Võ hiện nay), Yên Phong (Yên Phong hiện nay)
- Châu Bắc Giang gồm 3 huyện Tân Phúc (Đa Phúc cũ, một phần Sóc Sơn hiện nay), Phật Thệ (Hiệp Hòa thuộc Bắc Giang hiện nay), Yên Việt (Việt Yên hiện nay)

#### Lộ Lạng Giang
Tương đương một phần tỉnh Bắc Giang, Hưng Yên, Hải Dương, Hải Phòng và Lạng Sơn ngày nay, gồm 3 châu. Lộ trực tiếp quản lý 5 huyện: Long Nhãn (một phần Lạng Giang hiện nay), Cổ Dõng (Yên Dũng hiện nay), Phượng Sơn (một phần Lạng Giang hiện nay), Na Ngạn (Lục Ngạn hiện nay), Lục Na (một phần Lục Ngạn hiện nay). Ba châu gồm:
- Châu Lạng Giang gồm 4 huyện: Yên Thế (Yên Thế hiện nay), Yên Ninh (một phần Lạng Giang hiện nay), Cổ Lũng (Hữu Lũng thuộc Lạng Sơn hiện nay), Bảo Lộc (Lạng Giang hiện nay)
- Châu Nam Sách gồm 3 huyện: Thanh Lâm (Nam Sách hiện nay), Chí Linh (Chí Linh hiện nay), Bình Hà (Kiến Thụy và Tiên Lãng thuộc Hải Phòng hiện nay)
- Châu Thượng Hồng gồm 3 huyện: Đường Hào (Mỹ Hào hiện nay), Đường An (Bình Giang hiện nay), Đa Cẩm (Cẩm Giàng hiện nay)

#### Phủ Tam Giang
Tương đương tỉnh Phú Thọ, một phần Tuyên Quang, Vĩnh Phúc, Hà Nội ngày nay, gồm 3 châu là:
- Châu Thao Giang gồm 4 huyện: Sơn Vi (Lâm Thao hiện nay), Ma Khê (Cẩm Khê), Thanh Ba (Thanh Ba hiện nay), Hạ Hòa (Hạ Hòa hiện nay)
- Châu Tuyên Giang gồm 3 huyện: Đông Lan (Đoan Hùng hiện nay), Tây Lan (một phần Đoan Hùng hiện nay), Hồ Nham (Yên Sơn thuộc Tuyên Quang hiện nay)
- Châu Đà Giang gồm 2 huyện: Lũng Bản (Ba Vì thuộc Hà Nội hiện nay), Cổ Nông (Tam Nông hiện nay)

#### Phủ Thiên Trường
Tương đương tỉnh Nam Định và một phần Thái Bình hiện nay, gồm có 4 huyện: Mỹ Lộc (Mỹ Lộc hiện nay), Giao Thủy (Giao Thủy hiện nay), Tây Chân (Nam Trực hiện nay), Thuận Vi (Vũ Thư thuộc Thái Bình hiện nay)

#### Phủ Long Hưng
Tương đương một phần Thái Bình ngày nay, gồm 3 huyện: Ngự Thiên (Hưng Hà hiện nay), Đông Quan (một phần Đông Hưng hiện nay), Thần Khê (một phần Đông Hưng hiện nay).

#### Lộ Khoái Châu
Tương đương một phần Hưng Yên hiện nay, gồm 5 huyện Tiên Lữ (Tiên Lữ hiện nay), Thiên Thi (Ân Thi hiện nay), Đông Kết (Khoái Châu hiện nay), Phù Dung (Phù Cừ hiện nay), Vĩnh Động (Kim Động hiện nay)

#### Phủ Kiến Xương
Tương đương một phần Thái Bình hiện nay, gồm 4 huyện: Bồng Điền (Vũ Thư hiện nay), Kiến Xương (một phần Vũ Thư hiện nay), Bố (một phần Vũ Thư hiện nay), Chân Lợi (Kiến Xương hiện nay).

#### Lộ Hoàng Giang
Tương đương một phần Hà Nam và Nam Định hiện nay, gồm 5 huyện: Ý Yên (Ý Yên hiện nay), Thiên Bản (Vụ Bản hiện nay), Độc Lập (một phần Vụ Bản hiện nay), Đại Loan (Nghĩa Hưng hiện nay), Vọng Doanh (một phần Ý Yên hiện nay).

#### Lộ Trường Yên
Tương đương một phần Ninh Bình hiện nay, gồm 4 huyện: Uy Viễn (Gia Viễn hiện nay), Yên Mô (Yên Mô hiện nay), Yên Ninh (Yên Khánh hiện nay), Lê Gia (Gia Viễn hiện nay)

#### Trấn Thiên Quan
Tương đương một phần Ninh Bình và Hòa Bình hiện nay, gồm 3 huyện: Xích Thổ (lưu vực sông Bôi, giữa Lạc Thủy và Gia Viễn hiện nay), Đông Lai (Lạc Sơn thuộc Hòa Bình hiện nay), Khôi (Nho Quan hiện nay)

#### Phủ lộ Tân Hưng
Tương đương một phần Quảng Ninh, Thái Bình, Hải Phòng và Hải Dương hiện nay, gồm có 2 châu, bản phủ trực tiếp quản lý 5 huyện: Giáp Sơn (Kinh Môn hiện nay), Thái Bình (Thái Thụy hiện nay), Đa Dực (Quỳnh Phụ hiện nay), A Côi (một phần Quỳnh Côi hiện nay), Tây Quan (Thái Thụy hiện nay). Ba châu gồm:
- Châu Đông Triều gồm 4 huyện: Đông Triều (Đông Triều hiện nay), An Lão (An Lão và Kiến Thụy hiện nay), Cổ Phí (Kim Thành và An Dương hiện nay), Thủy Đường (Thủy Nguyên)
- Châu Hạ Hồng gồm 4 huyện: Trường Tân (Gia Lộc hiện nay), Tứ Kỳ (Tứ Kỳ hiện nay), Đồng Lợi (Ninh Giang và một phần Vĩnh Bảo hiện nay), Thanh Miện (Thanh Miện hiện nay)

#### Lộ Hải Đông
Tương đương một phần Quảng Ninh hiện nay, gồm châu Yên Bang có 8 huyện: An Bang (Hoành Bồ hiện nay), An Lập (một phần Yên Hưng hiện nay), An Hưng (một phần Yên Hưng hiện nay), Tân An (nửa tây tỉnh Hải Ninh cũ, tức khu vực Móng Cái, Tiên Yên hiện nay), Chi Phong, Đại Độc (đảo Cái Bầu hiện nay), Vạn Ninh (phần đông tỉnh Hải Ninh cũ, tức phía đông Móng Cái và Tiên Yên với một phần Quảng Đông, Trung Quốc hiện nay), Vân Đồn (Vân Đồn hiện nay)

#### Trấn Quảng Oai
Tương đương với một phần tỉnh Hà Tây cũ, gồm hai huyện Mỹ Lung (thị xã Sơn Tây hiện nay), và Mỹ Lương (Mỹ Đức và Lương Sơn hiện nay)

#### Trấn Thiên Hưng
Tương đương một phần tỉnh Sơn La, Lào Cai và Phú Thọ hiện nay, gồm có 2 châu:
- Châu Gia Hưng gồm 3 huyện: Lung (Thanh Sơn thuộc Phú Thọ hiện nay), Mông (một phần Mộc Châu hiện nay) và Tứ Mang (một phần Mộc Châu hiện nay)
- Châu Quy Hóa gồm 4 huyện Yên Lập (Yên Lập hiện nay), Văn Bàn (Văn Bản thuộc Lào Cai hiện nay), Văn Chấn (Văn Chấn hiện nay), Thủy Vĩ (thành phố Lào Cai hiện nay)

#### Trấn Thái Nguyên
Tương đương Bắc Kạn, Thái Nguyên hiện nay, gồm 11 huyện Phú Lương (Phú Lương hiện nay), Tư Nông (Phú Bình hiện nay), Vũ Lễ (Võ Nhai hiện nay), Đồng Hỷ (Đồng Hỷ hiện nay), Vĩnh Thông (Bạch Thông, Chợ Đồn và Chợ Mới hiện nay), Tuyên Hóa (Định Hóa hiện nay), Lộng Thạch (chưa xác định được ở đâu), Đại Từ (Đại Từ hiện nay), Yên Định (Định Hóa hiện nay), Cảm Hóa (Ngân Sơn và Na Rì hiện nay) và châu Thái Nguyên (huyện Thạch Lâm hiện nay)

#### Trấn Lạng Sơn
Tương đương tỉnh Lạng Sơn, một phần Quảng Ninh hiện nay. Trấn có 7 châu, trực tiếp quản lý 7 huyện: Tân An (Lộc Bình hiện nay), Như Ngao (một phần Lộc Bình hiện nay), Đan Ba (khoảng khu vực giữa Lộc Bình thuộc Lạng Sơn và Tiên Yên thuộc Quảng Ninh hiện nay), Khâu Ôn (Chi Lăng hiện nay), Kê Lăng (Hữu Lũng hiện nay), Uyên (Văn Lãng hiện nay), Đổng (nam Hữu Lũng hiện nay). Bảy châu gồm:
- Thất Nguyên (Tràng Định hiện nay), gồm 6 huyện: Thùy Lãng, Cầm, Thoát, Dung, Pha, Bình
- Thượng Văn (Văn Quang hiện nay) gồm 3 huyện: Bôi Lan, Khánh Viễn, Khố
- Hạ Văn (Văn Lãng hiện nay)
- Vạn Nhai (Văn Quan và một phần Võ Nhai hiện nay)
- Quảng Nguyên (Quảng Uyên, Quảng Hòa, Thạch An thuộc Cao Bằng hiện nay)
- Thượng Tư Lang (một phần Cao Bằng hiện nay)

#### Trấn Tuyên Quang
Tương đương tỉnh Tuyên Quang, một phần Yên Bái và Vĩnh Phúc hiện nay. Gồm có 9 huyện: Khoáng, Đương Đạo, Văn Uyên, Bình Nguyên (4 huyện này tương đương khu vực Hàm Yên và Vị Xuyên hiện nay), Đáy Giang (Sơn Dương hiện nay), Thu Vật (Yên Bình thuộc Yên Bái hiện nay), Đại Man (Chiêm Hóa hiện nay), Dương (Tam Dương thuộc Vĩnh Phúc hiện nay), Ất (Sơn Dương hiện nay).

#### Trấn Thanh Đô
Tương đương tỉnh Thanh Hóa hiện nay. Gồm 3 châu, trấn trực tiếp quản lý 7 huyện: Cổ Đằng (huyện Hoằng Hóa), Cổ Hoằng (một phần huyện Hoằng Hóa), Đông Sơn, Cổ Lôi (huyện Thọ Xuân và một phần huyện Thường Xuân), Vĩnh Ninh (huyện Vĩnh Lộc), Yên Định, Lương Giang (huyện Thiệu Hóa). Ba châu gồm có:
- Châu Thanh Hóa gồm 4 huyện: Nga Lạc (huyện Ngọc Lặc và một phần huyện Thọ Xuân), Tế Giang (huyện Thạch Thành), An Lạc (một phần huyện Thạch Thành), Lỗi Giang (huyện Cẩm Thủy).
- Châu Ái gồm 4 huyện: Hà Trung, Thống Binh (huyện Hậu Lộc), Tống Giang (huyện Hà Trung), Chi Nga (huyện Nga Sơn).
- Châu Cửu Chân gồm 4 huyện: Cổ Bình (thị xã Nghi Sơn), Kết Duyệt (hay Kết Thuế, tương đương thị xã Nghi Sơn), Duyên Giác (một phần huyện Quảng Xương), Nông Cống (các huyện Nông Cống và Như Xuân).

#### Trấn Vọng Giang
Tương đương vùng Bắc Nghệ An hiện nay, cuối thời Trần gọi là Diễn Châu, gồm có 4 huyện: Thiên Đông (Yên Thành hiện nay), Phù Dung (Quỳnh Lưu hiện nay), Phù Lưu (một phần Quỳnh Lưu hiện nay), Quỳnh Lâm (một phần Quỳnh Lưu hiện nay)

#### Phủ lộ Nghệ An
Tương đương một phần tỉnh Nghệ An, Hà Tĩnh hiện nay, gồm 4 châu, phủ lộ trực tiếp quản lý 8 huyện: Nha Nghi (Nghi Xuân hiện nay), Phi Lộc (Can Lộc hiện nay), Đỗ Gia (Hương Sơn hiện nay), Chi La (Đức Thọ hiện nay), Tân Phúc (giữa Diễn Châu và Nghi Xuân hiện nay), Thổ Du (Thanh Chương hiện nay), Kệ Giang (một phần Thanh Chương hiện nay), Thổ Hoàng (Hương Khê hiện nay). Bốn châu gồm:
- Châu Nhật Nam gồm 4 huyện: Hà Hoàng (một phần Thạch Hà hiện nay), Bàn Thạch (một phần Thạch Hà hiện nay), Hà Hoa (Kỳ Anh hiện nay), Kỳ La (một phần Kỳ Anh hiện nay)
- Châu Hoan gồm 4 huyện: Thạch Đường (một phần Nam Đàn hiện nay), Đông Ngàn (Đông Thành hiện nay), Lộ Bình (Hưng Nguyên hiện nay), Sa Nam (một phần Nam Đàn hiện nay)
- Châu Trà Lân (phía tây Nghệ An hiện nay)
- Châu Ngọc Ma (thuộc Lào hiện nay)

#### Trấn Tây Bình
Tương đương tỉnh Quảng Bình và một phần Quảng Trị hiện nay. Gồm có 2 châu, trấn trực tiếp quản lý 3 huyện: Phúc Khang (Quảng Ninh thuộc Quảng Bình hiện nay), Nha Nghi (Lệ Thủy hiện nay), Tri Kiển (vùng tây Quảng Ninh và Lệ Thủy hiện nay). Hai châu gồm:
- Châu Bố Chính gồm 3 huyện: Chính Hòa (Quảng Trạch hiện nay), Đặng Gia (Bố Trạch hiện nay), Tòng Chất (một phần Quảng Trạch hiện nay)
- Châu Minh Linh gồm 3 huyện: Đan Duệ (Vĩnh Linh hiện nay), Tả Bình (một phần Gio Linh hiện nay), Dạ Độ (một phần Gio Linh hiện nay).

#### Trấn Thuận Hóa
Tương đương vùng Quảng Trị ngày ngay. Gồm có 2 châu:
- Châu Thuận gồm 4 huyện: Ba Lăng (một phần Cam Lộ hiện nay), Lợi Điều (một phần Cam Lộ hiện nay), An Nhân (Hải Lăng hiện nay), Thạch Lan (tây Hải Lăng hiện nay).
- Châu Hóa gồm 7 huyện: Lợi Bồng (Hương Thủy hiện nay), Thế Vang (Phú Vang hiện nay), Sa Lệnh (Hương Trà hiện nay), Trà Kệ (Quảng Điền hiện nay), Tư Dung (Phú Lộc hiện nay), Bồ Đài (Phong Điền hiện nay), Bồ Lãng (thượng lưu sông Hương phía tây Thừa Thiên Huế hiện nay).

### Bộ máy chính quyền địa phương
Đứng đầu chính quyền lộ, phủ là các chức an phủ chánh sứ và phó sứ, thông phán, trấn phủ, tri phủ. Bộ máy chính quyền của lộ, phủ lại chia ra làm các bộ phận hà đê (như trông coi đê điều), thủy lộ đề hình (trông coi giao thông đường thủy), liêm phóng (thanh tra, giám sát), khuyến nông.
Các phủ, lộ luôn được nhà Trần chú ý. Những phủ, lộ quan trọng đều do thân vương nắm giữ.
Dưới phủ lộ là cấp huyện (nếu ở đồng bằng), châu (nếu ở miền núi). Đứng đầu các châu là các chức chuyển vận sứ, thông phán. Đứng đầu huyện là các chức tri huyện, lệnh úy, chủ bạ.
Dưới châu, huyện là cấp giáp, từ thời Trần Nhân Tông thì đổi gọi là hương. Quan lại quản lý cấp hương là đại toát hoặc tiểu toát có hàm ngũ phẩm trở lên. Tại kinh đô Thăng Long thì chia làm 61 phường. Các sử gia cho rằng hương thời Trần khá lớn, tương đương với tổng thời Nguyễn sau này.
Dưới hương còn có cấp xã, do các xã chính, xã sử, xã giám gọi chung là xã quan đứng đầu. Từ ngũ phẩm trở lên là đại tư xã, từ lục phẩm trở xuống là tiểu tư xã. Quan cấp xã trở lên là ngạch chức danh do triều đình bổ nhiệm, có người làm xã quan kiêm cả hai, 3, 4 xã. Các xã quan làm nhiệm vụ quản lý địa phương, điều tra, kiểm soát nhân đinh hộ tịch...
Dưới xã còn có các thôn, làng nhưng không phải đơn vị hành chính cơ sở do triều đình trực tiếp quản lý mà được giao cho các xã quan.